# 雪山神女
雪山神女（梵语：पार्वती Pārvatī，字面意思是山的女儿；音為帕爾瓦蒂或鉢伐底），又稱為烏摩天妃或大自在天妃，印度教神話中的一位提毗，恆河女神的姐姐。主神濕婆（umāpati，烏摩缽底，意为烏摩夫君）的妻子。

## 简介
雪山神女为雪山神（喜马拉雅山的人格化）的女儿，妹妹是恆河女神。按某些《往世书》的说法，她的前世是湿婆的第一个妻子娑提。娑提是生主之一的达刹的女儿，因其父反对其与湿婆结合而投火自焚（印度寡妇殉葬的习俗娑提即由此得名）。另一位大神毘濕奴為了勸阻悲傷的湿婆，将娑提的尸体切碎投向世界各地，后来转生为雪山神女。《梵转往世书》说娑提曾亲自对湿婆显灵，告知湿婆她将以雪山神的女儿之形态复活。
雪山神女转世后仍然热恋湿婆，并为了引起湿婆的注意而迁居到其修行地吉罗娑山（即冈仁波齐峰）上。但湿婆一心修行，对她不理不睬。其实这一结合还有更重要的实际目的，那就是希望湿婆能生出铲除阿修罗的孩子，以消灭强大的阿修罗王多罗伽。多罗伽虔敬地崇拜梵天，因此被梵天授予了无敌的力量（按湿婆往世书，梵天赐福给多罗伽，並預言他只能被湿婆的儿子打败，而湿婆并没有儿子）。甚至连大神毘湿奴都拿他没办法，毘湿奴曾与多罗伽大战了两万年，也无法将之消灭。众神只好希望雪山神女能为湿婆生一个儿子，于是派爱神伽摩去撮合他们。结果湿婆因修行被打扰而发怒，从额头上的第三只眼中喷出神火把爱神烧成了灰。后来经爱神的妻子哀求，湿婆才将爱神复活，但是愛神從此變成無形無相。
爱神的行动失败后，为感动湿婆，雪山神女立志进行艰苦的修行。湿婆得知此事之後，就变成一个婆罗门前去试探雪山神女，在她面前拼命诋毁自己的真身。但雪山神女全部驳斥了这些谎言。湿婆终于被打动了，于是与雪山神女结婚，不久生下了战神室建陀（即鸠摩罗，后来被与泰米尔人的神祇牟楼干混同）和羣主（象头神）。室建陀率领天兵天将消灭了多罗伽。羣主则因在出生喜宴时忘了邀请土星神娑尼，而被后者烧掉了头颅。梵天许诺说，雪山神女在林中看到的第一个动物的脑袋将长到她儿子脖子上。雪山神女看到了大象，于是儿子就长了一个象头。其它说法则认为切掉儿子头颅的是湿婆，羣主為了守護母親的浴室，擋住了回家的湿婆，湿婆一怒之下就斬首了對方，才發覺對方原來是自己的孩子，后来湿婆又为了不让雪山神女伤心，而去問毘濕奴讓愛子復活的方法。毘濕奴說，只要在樹林中看到第一個動物的頭顱，就將之梟首，回家安裝在羣主身上就行了，所以湿婆殺了一隻大象，让儿子长出了一个象头。
雪山神女与湿婆的爱情故事出现于许多往世书中，并且是古印度大诗人迦梨陀娑的长诗《鸠摩罗出世》的主题。《鸠摩罗出世》是最早将这个故事写全的（在往世书之前）。在此之前，两部大史诗已经提到了室建陀的出生，但没有包括其父母恋爱的细节；佛教诗人马鸣的长诗《佛所行赞》里叙述了雪山神女与湿婆的恋爱，但在他的版本里，似乎爱神的计划成功了。现在通行的故事情节是迦梨陀娑创造的。
由于雪山神女象征着湿婆的黑色“性力”，因此雪山神女原本是拥有乌黑的肌肤。有一次湿婆抱着雪山神女时，湿婆打趣地说她的皮肤太黑，当她躺在他雪白的身上时，仿佛一条黑蛇爬上一棵檀香树。听到湿婆这样说她，自尊心很强的雪山神女非常生气，独自离开了喜马拉雅山，专心过起了苦行生活。最终她苦修成功，梵天赐予了她一身金色的肌肤。于是她身上脱落下来的黑色化为了迦梨女神（时母）。

## 神话学
雪山神女在印度宗教体系中出现得很晚。最早的吠陀文献完全没有提到她。梵书与产生年代较早的奥义书中也没有她的名字。虽然由谁奥义书中曾提到一个女神，其名字后来被认为是湿婆前妻娑提的一个别名，但没有证据表明奥义书的作者认为她与娑提-雪山神女是同一个人。看来，由谁奥义书中提到的那个女神的名字可能是后来被附会为娑提的别名的。比较肯定的是，在两部大史诗作成的时代（约前400年~400年），雪山神女的基本形象已经产生了。摩诃婆罗多与罗摩衍那中都认为雪山神女是湿婆的妻子。不过，具体的细节要到迦梨陀娑的戏剧（按不同估计，可能作于4世纪至6世纪）和更晚的往世书时代（4世纪~13世纪）才发展完全。事实上，与湿婆有关的神话大多是产生于史诗时代，而在往世书时代发展完善，吠陀时代的雅利安人主要崇拜因陀罗等自然神。
在传统说法裏，雪山神女有两个重要的凶相化身时母和难近母。这两個化身，都是非雅利安起源的部落神祇，后来被与雪山神女混同。神话学家戴维·金斯利认为雪山神女也是非雅利安起源的。另外一些神话学家认为雪山神女是吠陀、梵书和早期奥义书提到的许多不同神祇的合并产物，如同湿婆本身一样（湿婆是从梨俱吠陀中的楼陀罗发展而来，并吸收了阿耆尼等其他一些吠陀神的特性，在史诗和往世书时代才基本定型）。
与时母和难近母一样，雪山神女是性力派的重要崇拜对象。性力派是受了非雅利安的母神崇拜影响的一个印度教强大派别，该派认为湿婆之妻提毗的“性力”（沙克提）是宇宙的本源（梵）。提毗本身是吠陀以来各种圣典中提到的许多女神的合并体，包括阿底提、尼利提、乌莎斯等。雪山神女、时母和难近母都是提毗的不同化身，其中雪山神女主要代表了善良和母性的一面。
公元1世紀貴霜帝國又開始出現將濕婆與雪山神女結合為雌雄同體的形象，稱為半女神（अर्धनारीश्वर／Ardhanārīśwara），一般正中垂直分界為右半身濕婆而左半身雪山神女，以表達陰陽的完美結合。

## 别名
雪山神女象征着湿婆温柔慈爱的一面，当然她还有其他不同的形象与别称。
- 乌摩（Umā）：意为“亲切的”。
- 喬利（Gaurī）：意为“金光闪耀的”。
- 娑底（Satī）：意为“贤妻”。
- 阿毗迦（Ambikā）：意为“慈母”。
- 旃提（Caṇḍī）：意为“残暴的”。
- 陪罗毗（Bhairavī）：意为“恐怖的”。
- 杜尔迦（Durgā）：意为“难以接近的”。
- 迦梨（Kālī）：意为“黑色的”。
- 自在母（Iśvarī）：意为“主宰一切”，密教的“金剛界自在母”即源自於她。

## 关于雪山神女图片

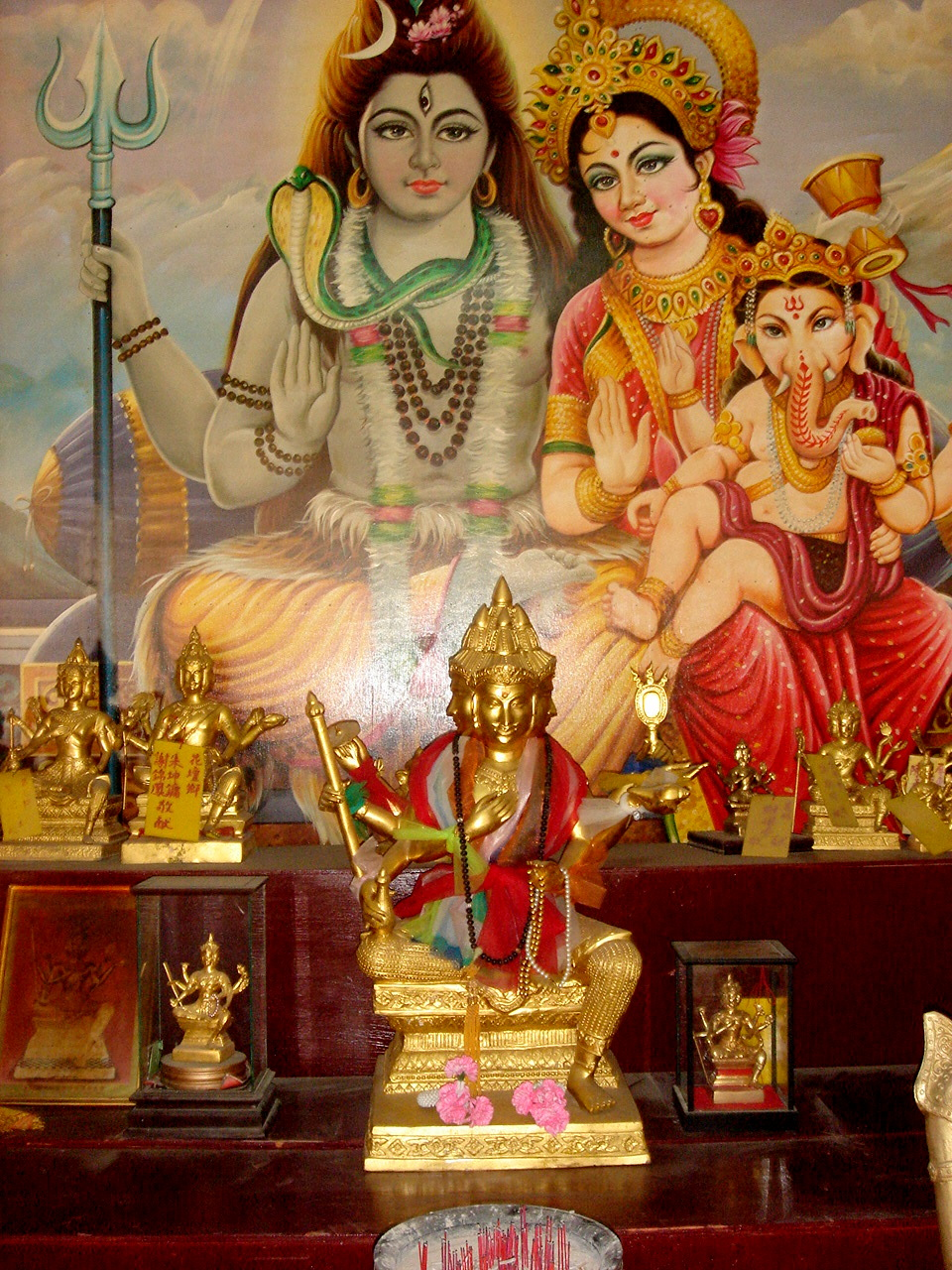
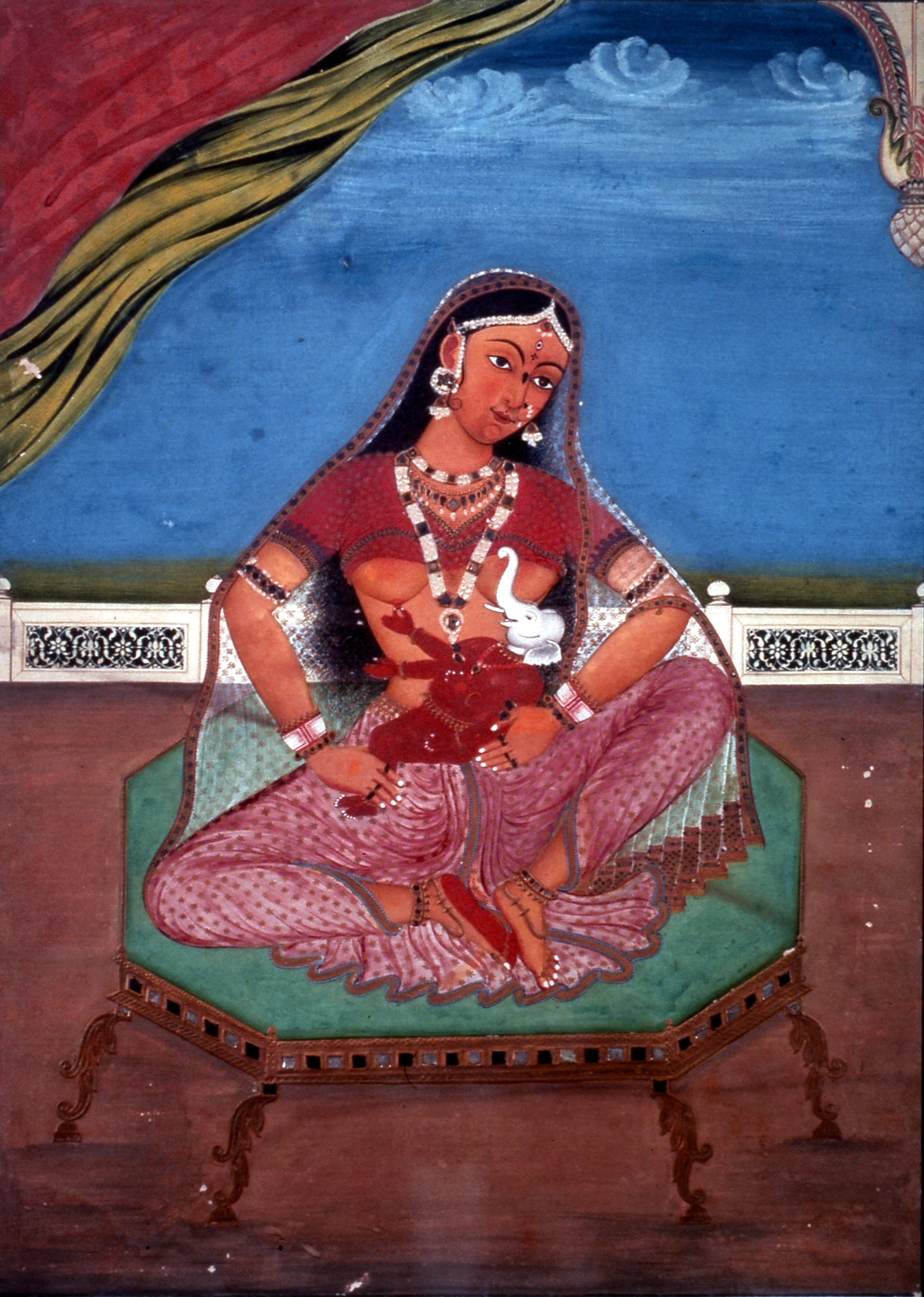
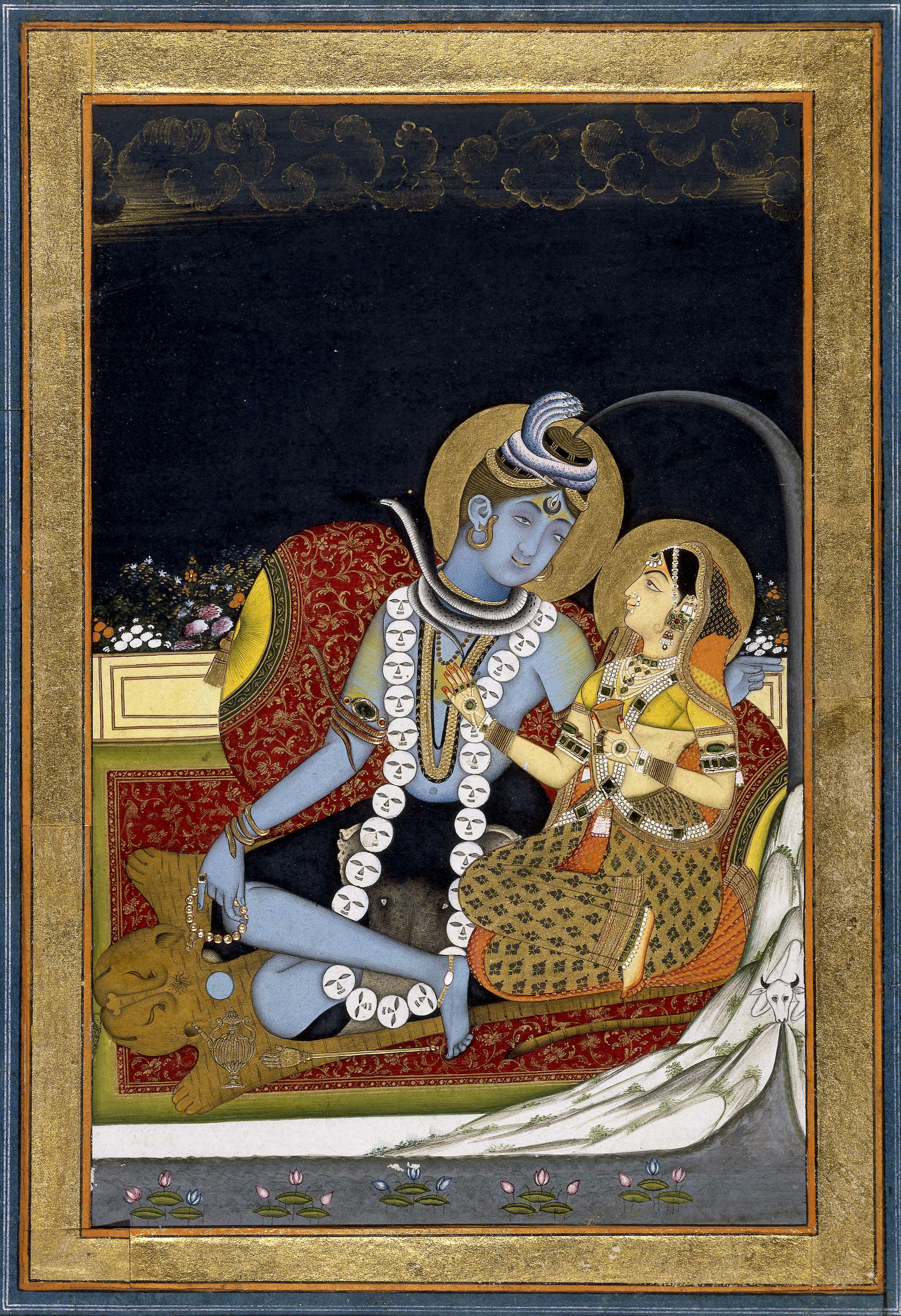
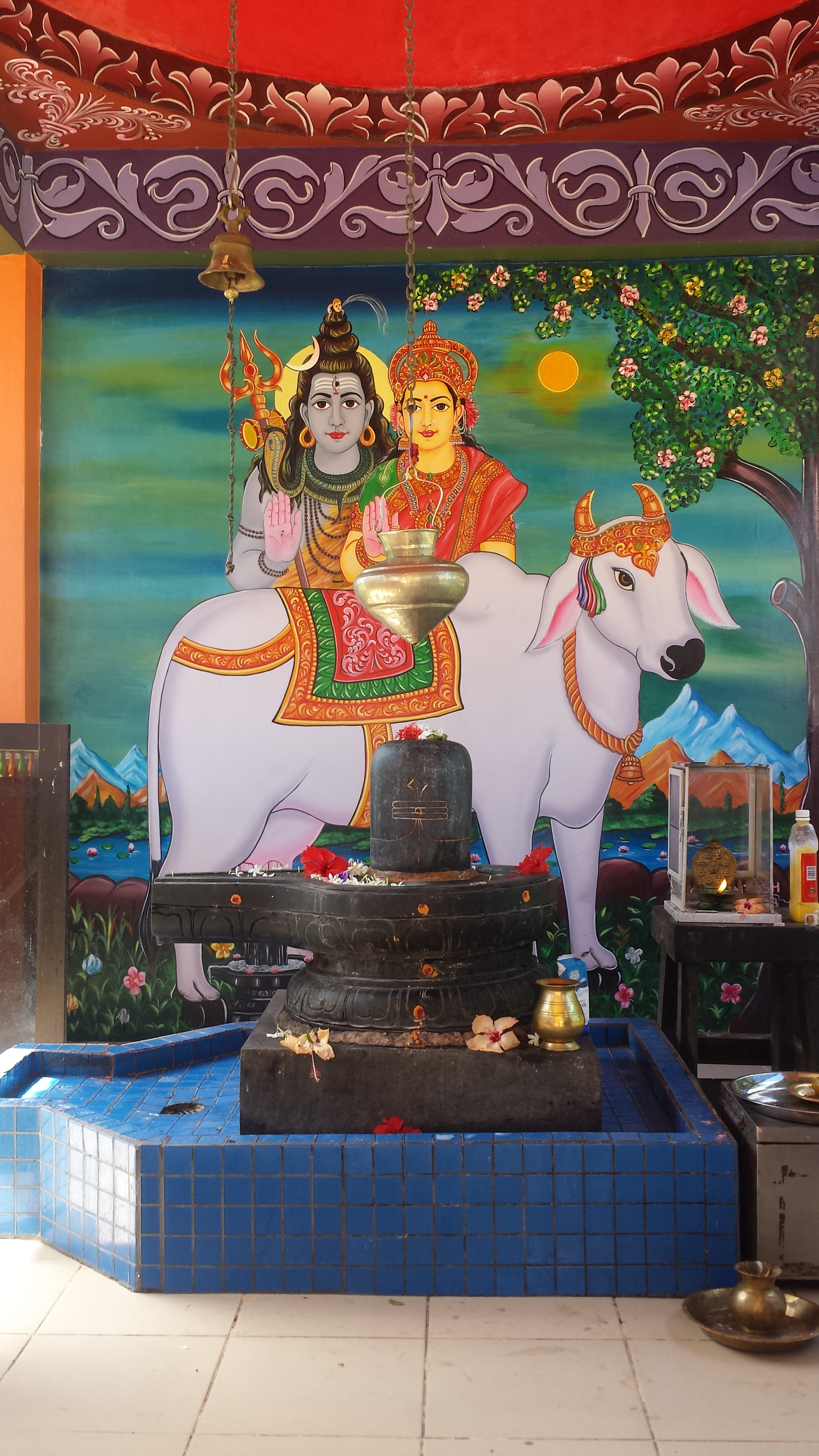
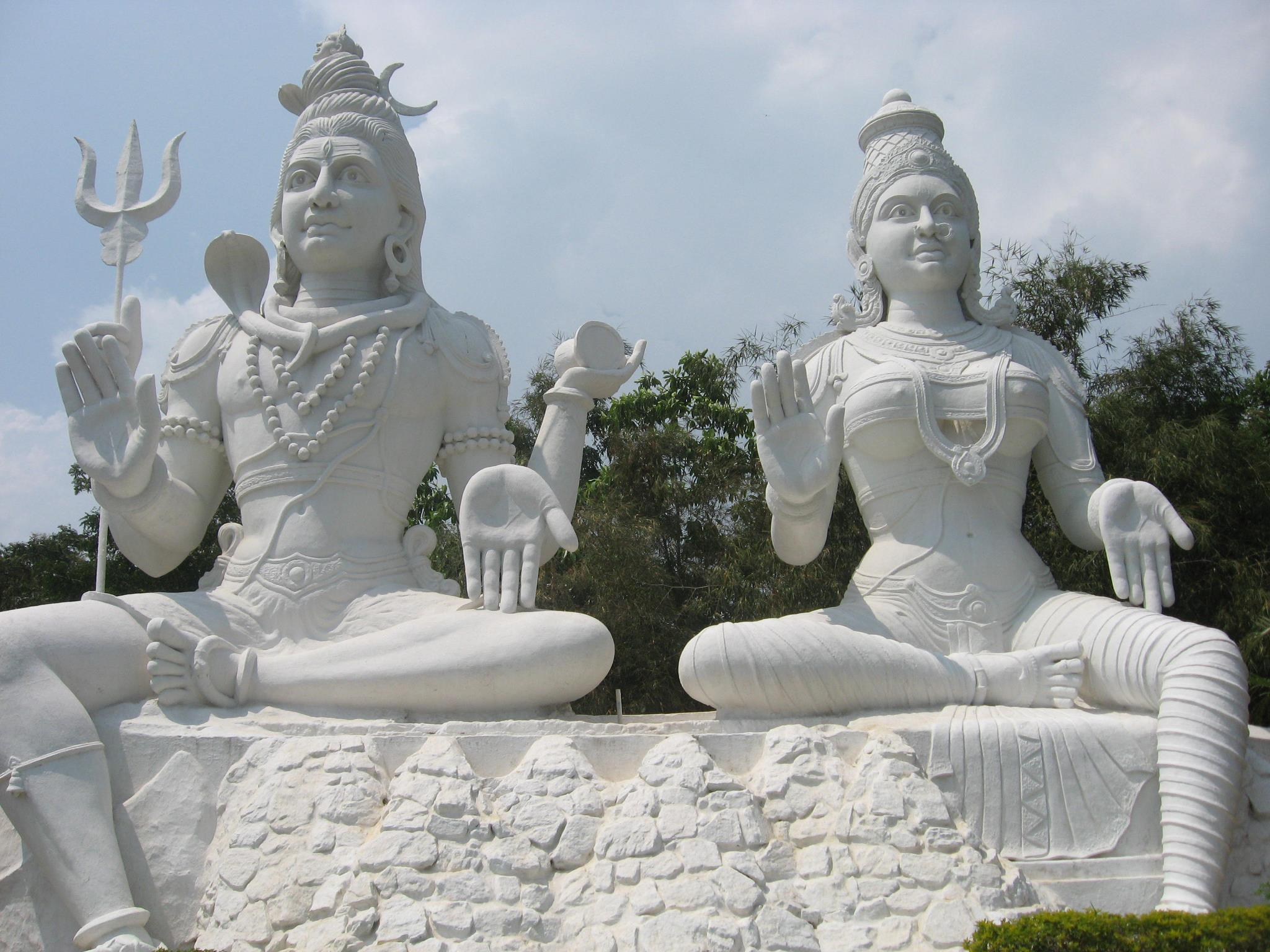
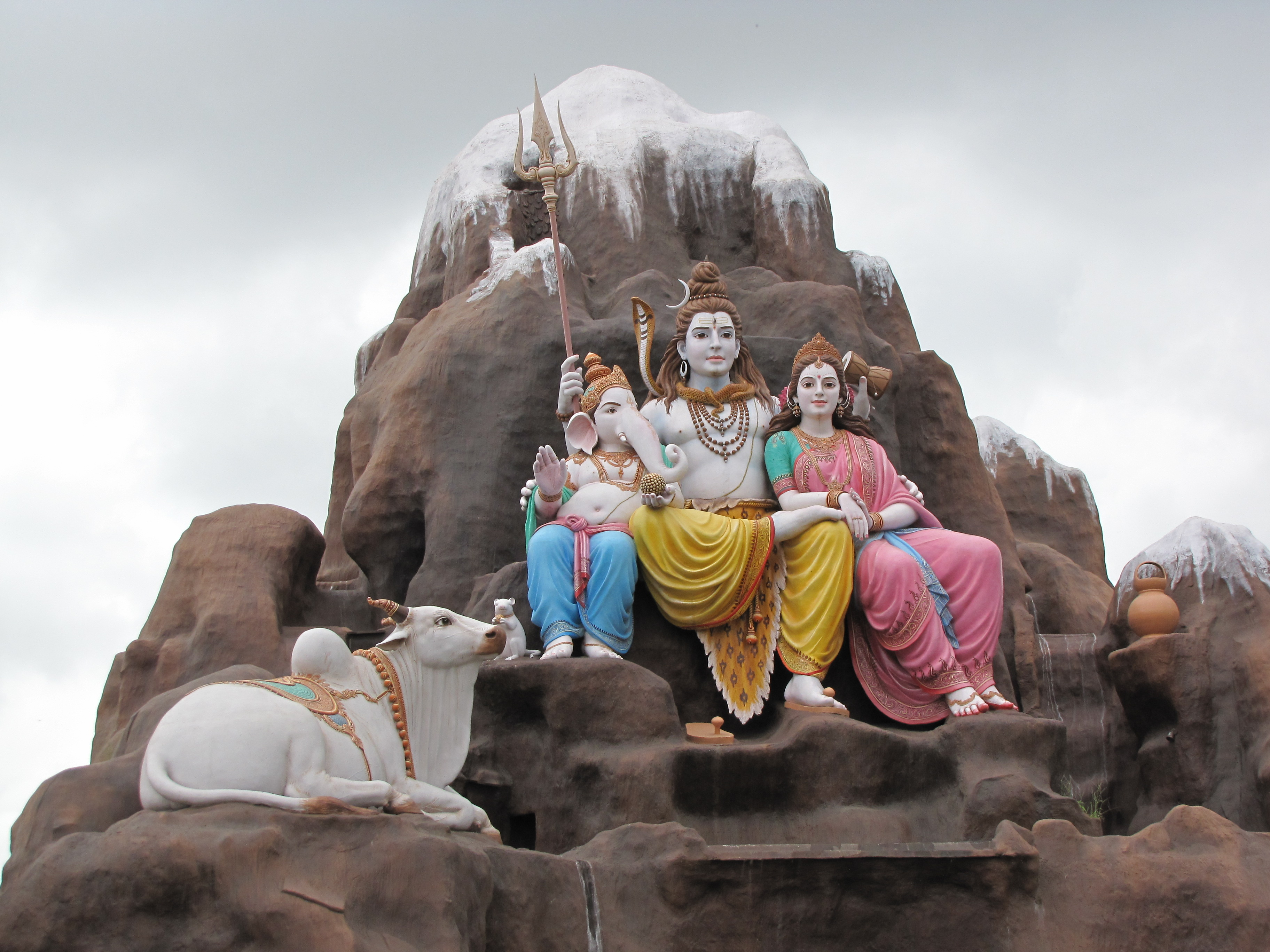
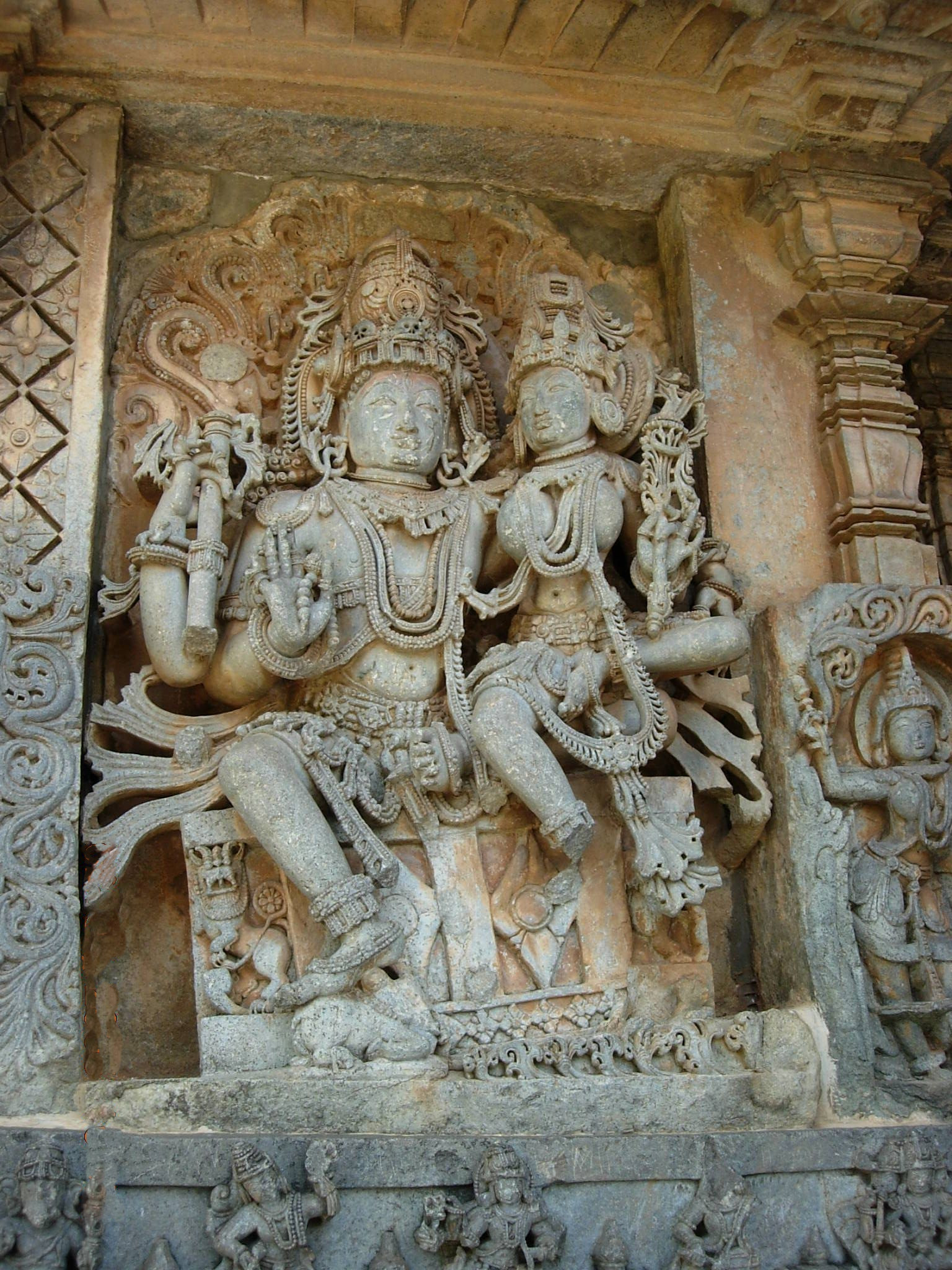

## 大眾文化
- 漫畫《三只眼》中的主角，希望捨棄不老不死的力量而變成人類。

## 资料来源
- 《世界神话辞典》，鲁刚/主编，辽宁人民出版社，ISBN 7-205-00960-X
- Hindu Goddesses: Vision of the Divine Feminine in the Hindu Religious Traditions，David Kinsley，ISBN 81-208-0379-5
- 《梵语文学史》，金克木/著，江西教育出版社，ISBN 7539231505/I351·092